# Kommissarie
Kommissarie är en titel för ett befullmäktigat ombud eller för en tjänsteman i chefsställning eller med en med relativt självständigt uppdrag.

## Olika kommissarier
- auktionskommissarie, person med fullmakt att ansvara för och genomföra en auktion
- bankokommissarie, tidigare hög befattning i Sveriges riksbank
- bergskommissarie, från mitten av 1700-talet närmaste man till en bergmästare i ett bergmästardöme
- fideikommissarie, innehavare av ett fideikommiss (egendom med begränsad rättighet)
- folkkommissarie, äldre benämning på en minister i Sovjetunionen
- gränskommissarie, under 1600- och 1700-talen benämning för befullmäktigat ombud från en stat vid fastställande av gräns mellan stater [1]
- krigskommissarie, förr tjänsteman inom en militär fördelningsstab
- likvidationskommissarie, tidigare en av en hovrätt befullmäktigad person med tillstånd att utreda mål med vidlyftiga räkenskaper[2]
- mantalskommissarie, tjänsteman under andra hälften av 1600-talet och 1700-talet, i vissa städer senare, med uppgift att ombesörja mantalsskrivning[3]
- mässkommissarie, organisatör och föreståndare för utställning på en mässa
- politisk kommissarie, hög befattning inom sovjetiska Röda armén
- poliskommissarie och kriminalkommissarie, grad inom poliskåren
- revisionskommissarie, tidigare chef för revisionskontor inom revisionsbyråer på Försvarets civilförvaltning och Riksräkenskapsverket
- kommissarie (i amfibiekåren 2020) har till uppgift att under kompaniets kvartermästare förbereda och sammanställa de behov som uppstår vad avser underhåll. Det innebär att ansvara för hantera kompaniets ammunition, livsmedel, vatten, drivmedel, transporter med mera. Kommissarien ska även kunna uppträda som signalist och ordonnans.
- riksgäldskommissarie, tidigare titel för byråchef i Riksgäldskontoret
- statskommissarie, tidigare titel för byråchef i Statskontoret
- uppbördskommissarie, titel för tjänsteman på Överståthållarämbetet
- utställningskommissarie, ansvarig för sammanställning av verk för, och organisation av, utställning på konsthall eller museum
- utskrivningskommissarie, under 1600-talet ansvarig statlig tjänsteman för utskrivning av soldater och sjömän för tjänstgöring inom armén och flottan vid mönstring
- kommissarie, domare inom cykelsport